# Garrett P. Serviss
Garrett Putnam Serviss (Sharon Springs, 24 marzo 1851 – Englewood, 25 maggio 1929) è stato uno scrittore e giornalista statunitense.

## Biografia
Garrett Putnam Serviss nacque a Sharon Springs, nello Stato di New York. Dopo aver ottenuto il diploma alla Cornell University, Serviss studiò legge e, tra il 1876 e il 1892, scrisse articoli di astronomia per il giornale nuovaiorchese The Sun. Nel frattempo pubblicò il saggio Astronomy with an Opera Glass (1888). Il suo primo romanzo è invece Edison's Conquest of Mars (1898): un sequel non autorizzato di La guerra dei mondi di H. G. Wells, pubblicato sul giornale New York Evening Journal. Il libro viene citato fra i primi esempi di space opera e tra le prime edisonate per adulti. Serviss scrisse altri romanzi di fantascienza tra cui A Columbus of Space (1909) e The Moon Maiden (1915), comparsi entrambi sulle pagine di Argosy. Morì nel 1929 a Englewood, nel New Jersey.
Garrett Serviss era il padre dell'omonimo atleta olimpionico.

## Opere
- Astronomy with an Opera Glass, 1888
- Edison's Conquest of Mars, 1898
- The Moon Metal, 1900
- Pleasures of the Telescope, 1901
- Other Worlds: Their Nature, Possibilities and Habitability in the Light of the Latest Discoveries, 1901
- The Moon: A Popular Treatise, 1907
- Astronomy with the Naked Eye, 1908
- The End of the World, 1908
- Curiosities of the Sky, 1909
- A Columbus of Space, 1909
- The Sky Pirate, 1909
- Round the Year with the Stars, 1910
- The Second Deluge, 1911
- Astronomy in a Nutshell, 1912
- The Einstein Theory of Relativity, 1923
- The Moon Maiden, 1915